# Aqueduc romain de Strasbourg
L’aqueduc romain de Strasbourg, ou aqueduc d’Argentorate, était un ouvrage romain apportant l'eau de la Souffel depuis Kuttolsheim, dans le Kochersberg, jusqu'à la ville romaine d’Argentoratum.

## Histoire
L'aqueduc fut construit au IIe siècle par la Legio VIII Augusta, stationnée à Strasbourg, sur l'actuelle grande île. L'ouvrage avait un but civil (desserte de l'agglomération antique de Strasbourg, comptant alors entre 20 000 et 30 000 habitants) mais surtout militaire (alimentation en eau de la légion elle-même).

## Tracé
L'aqueduc, sur 28 kilomètres, descendait environ de 60 mètres de dénivelé, ce qui correspondait à une pente d'environ 2 ‰ (2 millimètres par mètre)
Il passait par Kuttolsheim, Fessenheim-le-Bas, Quatzenheim, Hurtigheim, et entre Dingsheim et Oberhausbergen. Il existait deux embranchements, l'un vers Kirchheim (où était probablement située la maison du légat d'Argentorate), l'autre vers le quartier industriel de Koenigshoffen. À la fin de son trajet, après un bassin de décantation (situé sous les actuelles Galeries Lafayette), l'aqueduc se divisait en quatre sections, se dirigeant respectivement vers Saint-Thomas, la Haute-Montée, la Rue de la Chaîne et enfin le camp militaire.
L'ouvrage était longé par une route servant à son entretien, existant encore au XXIe siècle sous le nom de route des Romains.

## Caractéristiques techniques
L'aqueduc était composé de 86 000 tubes de terre cuite agglomérée par une adjonction de tuileau ; l'ensemble formait une double canalisation. Chaque tube mesurait environ 65 centimètres de longueur pour 30 centimètres de largeur. Tous les tubes furent fabriqués à la tuilerie de Koenigshoffen.